# Crystal Moselle
Crystal Moselle (1 de agosto de 1980) es una directora de cine estadounidense. Su debut cinematográfico fue The Wolfpack (2015), un documental sobre los hermanos Angulo. Al año siguiente rodó That One Day (2016) y Skate kitchen en 2018

## Biografía
Sierra Ditson Moselle, más conocida como Crystal Moselle, nació en San Francisco y asistió al liceo Tamalpais High School de Mill Valley, California, donde se graduó en 1998. Más tarde, se graduó por la Escuela de Artes Visuales de Nueva York.

## Carrera
Desde 2010 Moselle vivió y trabajó en Nueva York. En 2015, comenzó de The Wolfpack, un agrio documental sobre la vida de una familia en un pequeño apartamento, con tratos abusivos de un padre en medio de un mundo enfermo. La película se estrenó en 2015 en el Festival de Cine Sundance, donde ganó el Gran Premio del Jurado al Mejor Documental.
En 2016, Moselle colaboró con Miu Miu para dirigir un corto de Relatos de mujeres, cortometraje que lleva por título That One Day. El corto se estrenó en el Festival Internacional de Cine de Venecia de 2016.
En 2018, Moselle rodó la cinta Skate Kitchencon muchos de los actores de That One Day. La película se estrenó en 2018 durante el Festival de Cine Sundance.
En 2020, Moselle dirigió, escribió y produjo para HBO la serie Betty, basada en la película Skate Kitchen.

## Filmografía
- The Wolfpack (2015)
- That One Day (2016)
- Skate Kitchen (2018)
- Betty (2020)
- UNTOLD: Caitlyn Jenner (2021)